# 外山光男
外山 光男（とやま みつお、1982年 - ）は、日本の映像作家。

## 来歴
福岡県出身。2004年に東放学園映画専門学校デジタル映画科を卒業し、フリーランスの映像作家として活動を開始する。
2005年、『ぼくらの風』でデジスタ･アウォードの映像部門グランプリを受賞し、注目を浴びる。その後、NHKで放送された『星新一ショートショート』で「さまよう犬」と「災難」の制作を手がけるなど、デジタルアート界で高い評価を受け、次の世代を担う若手映像作家の１人と目されるようになる。
加えて、2008年2月1日に自身初となる絵本『むずかしい夜』を発売するなど、映像以外の分野でも活躍の場を広げている。

## 作風
オリジナルのアニメーション制作をメインに活動している。
作画では水彩絵具や色鉛筆を使用しており、やわらかなタッチが特徴である。加えてピアノやアコーディオン、ウクレレなどの楽器を使用して奏でる自作の音楽や、分かりそうで分からない外山独自の言葉によって、宮沢賢治を思わせる幻想的な世界を作り出している。
外山は自身の作品について、フランスやスペインのインディーズ映画から影響を受けていると発言している。

## 作品

### オリジナルアニメーション
- ガラクタ・キネマ
- 煙突サンタクロース - クリスマスデジタルアートグランプリ2004 関東経済産業局長賞[10]
- ぼくらの風 - デジスタ･アウォード2005 映像部門グランプリ
- 冬灯童話
- 真夜中ブック
- 赤の話
- trot - イメージフォーラムフェスティバル2006 入選[11]、バンクーバー国際映画祭招待上映[5]
- 星会 - NHK『デジタル・スタジアム』ベストセレクション2006選出
- 珈琲の晩
- my copernicus
- ジョン
- Snow lesson
- 幽廊
- 金星の夢
- 遠い散歩

### 映像制作
- NHK『デジタル・スタジアム』 - オープニングアニメーション[12] (2006年)
- ムーンライダーズ『Cool Dynamo,Right on』 - PV[13] (2007年)
- NHK『みんな生きている』 - オープニングアニメーション[9] (2007年)
- NHK『星新一ショートショート』 - 『さまよう犬』『災難』アニメーション[4] (2008年)
- CX『ベビスマ』 - ブリッジ[12] (2010年)
- Serph『luck』 - PV[13] (2011年)
- NHK『シャキーン!』 - 『長さクイズ』[12] (2011年)
- NHKみんなのうた『ヨルガオ』 - アニメーション (2019年)
- 十明『夜明けのあなたへ』 - MV (2024年)

### DVD
- 珈琲の晩（noble、2012年3月9日[14]）
  - 『星会』『ぼくらの風』『金星の夢』『my copernicus』『trot』『珈琲の晩』『遠い散歩』の7編のアニメーションを収録[3]

### 絵本
- むずかしい夜（編集工房くう、2008年2月1日発売[15]）
- 絵本 星新一ショートショート（角川書店、2009年12月24日発売[16]）
  - 「災難」にて参加[12]

## 外部リング
- 公式ウェブサイト
- lesson my - ブログ
- 外山光男 (@mitsuotoyama) - X（旧Twitter）